# Fabrizio Verospi
Fabrizio Verospi (Roma, 1571 – Roma, 27 de janeiro de 1639) foi um cardeal católico italiano.
Filho de Girolamo Verospi e Penelope Gabrielli, tio de Girolamo Verospi, que também foi um cardeal.
Estudou direito em Roma e Perugia e depois na Universidade de Bolonha, onde obteve um doutorado in utroque iure.
Verospi foi elevado a cardeal em 30 de agosto de 1627. No julgamento de Galileu Galilei foi inquisidor, votando pela sua condenação.
Verospi morreu em 27 de janeiro de 1639 e foi sepultado no túmulo da família na igreja Trinità dei Monti.